# Apparentering
Apparentering is, bij een kiessysteem van evenredige vertegenwoordiging, een lijstverbinding tussen dezelfde partijen over verschillende stemdistricten. Hierdoor kunnen reststemmen, tijdens de verdeling van de restzetels, onderling worden overgedragen. Apparentering is bij de Waalse gewestparlements- en provincieraadsverkiezingen een optie.
Het gebruikte algoritme geeft dikwijls aanleiding tot verrassende resultaten, waarbij relatief slecht scorende politici toch een zetel behalen dankzij de stemmen van confraters in aangrenzende kiesomschrijvingen. Een bekend voorbeeld hiervan was de verkiezing tot senator voor de Volksunie van Toon Van Overstraeten in het Waalse kiesarrondissement Nijvel bij de parlementsverkiezingen van 1985. Hoewel de Volksunie in dit arrondissement slechts enkele honderden stemmen scoorde leverden de reststemmen uit de arrondissementen Brussel-Halle-Vilvoorde en Leuven en het feit dat de zetels in deze laatste twee arrondissementen reeds uitgeput waren toch zetelwinst op.
De term is afgeleid van het Franse woord 'apparenté' dat 'verwant' of 'van dezelfde afkomst' betekent.

## Toepassing
Momenteel wordt het systeem enkel nog gebruikt bij de Waalse Parlementsverkiezingen (tussen kiesarrondissementen in dezelfde provincie) en Waalse provincieraadsverkiezingen (tussen provinciedistricten in hetzelfde kiesarrondissement).
Historisch werd het gebruikt bij alle verkiezingen gebruik makende van kiesarrondissementen:
- bij parlementsverkiezingen: tussen kiesarrondissementen in dezelfde provincie
  - Senaat: bij de hervorming van arrondissementele kieskringen naar kiescolleges in 1993 werd apparentering afgeschaft.
  - Kamer van volksvertegenwoordigers: van 1919 tot aan de hervorming van 2002 naar provinciale kieskringen (behalve Brussel-Halle-Vilvoorde, Leuven en Nijvel, die pas in 2012 hervormd werden maar waar de lijstverbinding al eerder beperkt werd tot resp. BHV en Leuven voor de Nederlandstalige lijsten of BHV en Nijvel voor de Franstalige lijsten).
  - Vlaams Parlement: vanaf de eerste rechtstreekse verkiezing in 1995 werd gebruik gemaakt van arrondissementele kieskringen met apparentering. Vanaf de Vlaamse verkiezingen 2004 werden provinciale kieskringen ingevoerd, zonder apparentering.
  - Waals Parlement: vanaf de eerste rechtstreekse verkiezing in 1995 werd gebruik gemaakt van arrondissementele kieskringen met apparentering. Dit systeem is nog steeds in gebruik, ook na de vermindering van het aantal kieskringen van 13 naar 11 in 2018.
- bij provincieraadsverkiezingen: tussen provinciedistricten (vroeger kieskantons) in hetzelfde kiesarrondissement
  - Vlaamse provincieraden: hier werden bij de halvering van het aantal provincieraadsleden in 2017 de provinciedistricten aangepast en de apparentering afgeschaft.
  - Waalse provincieraden: hier is apparentering nog steeds mogelijk.

## Voorbeeld
In 2010 vonden er in België federale verkiezingen plaats waar in de kiesarrondissementen Brussel-Halle-Vilvoorde, Leuven en Nijvel lijstverbinding of apparentering mogelijk was. Om de berekening in België uit te leggen gebruiken we hierbij de uitslag van 2010.

### Verkiezingsresultaten
Als basis worden de individuele verkiezingsresultaten per kieskring gebruikt. Partijen konden op voorhand een lijst in Leuven of Waals-Brabant verbinden met hun lijst in Brussel-Halle-Vilvoorde.
| Stemmenaantal         | Stemmenaantal         | Stemmenaantal | Stemmenaantal | Stemmenaantal | Stemmenaantal |                                                   |
| Lijstnr               | Partij                | BHV           | Leuven        | Waals-Brabant | Totaal        | Opmerking                                         |
| --------------------- | --------------------- | ------------- | ------------- | ------------- | ------------- | ------------------------------------------------- |
| 1                     | Vlaams Belang         | 41.917        | 30.338        |               | 72.255        |                                                   |
| 3                     | Lijst Dedecker        | 9.442         | 9.907         |               | 19.349        |                                                   |
| 4                     | Open Vld              | 59.840        | 45.814        |               | 105.654       |                                                   |
| 5                     | PS                    | 139.660       |               | 51.146        | 190.806       |                                                   |
| 6                     | MR                    | 159.912       |               | 81.421        | 241.333       |                                                   |
| 7                     | FN                    | 5.476         |               |               | 5.476         | geen lijstverbinding                              |
| 8                     | cdH                   | 67.324        |               | 29.331        | 96.655        |                                                   |
| 9                     | CD&V                  | 57.902        | 51.328        |               | 109.230       |                                                   |
| 10                    | sp.a                  | 38.689        | 56.176        |               | 94.865        |                                                   |
| 11                    | N-VA                  | 101.991       | 85.399        |               | 187.390       |                                                   |
| 12                    | ecolo                 | 66.681        |               | 37.152        | 103.833       |                                                   |
| 13                    | GROEN!                | 25.186        | 30.905        |               | 56.091        |                                                   |
| 14                    | R.W.F.                | 1.550         |               | 4.768         | 6.318         |                                                   |
| 15                    | LSP                   |               | 600           |               | 600           | geen lijstverbinding                              |
| 16                    | PTB+PVDA+             | 9.313         | 3.703         | 2.365         | 11.678        | enkel lijstverbinding tussen BHV en Waals-Brabant |
| 18                    | FRONT DES GAUCHES     | 4.162         |               | 1.686         | 5.848         | geen lijstverbinding                              |
| 22                    | Parti Populaire       | 21.143        |               | 11.461        | 32.604        |                                                   |
| 24                    | WALLONIE D'ABORD      | 3.113         |               | 3.009         | 6.122         | geen lijstverbinding                              |
| 25                    | PROBRUXSEL            | 7.201         |               |               | 7.201         | geen lijstverbinding                              |
| 25                    | VRIJHEID              |               | 1.576         |               | 1.576         | geen lijstverbinding                              |
| 25                    | N                     |               |               | 610           | 610           | geen lijstverbinding                              |
| 26                    | BELG.UNIE             | 5.734         |               | 3.389         | 9.123         |                                                   |
| 27                    | EGALITE               | 5.670         |               |               | 5.670         | geen lijstverbinding                              |
| 27                    | W+                    |               |               | 3.009         | 3.009         | geen lijstverbinding                              |
| 28                    | PIRATE PARTY          | 2.200         |               |               | 2.200         | geen lijstverbinding                              |
| Totaal aantal stemmen | Totaal aantal stemmen | 834.106       | 315.746       | 227.474       |               |                                                   |
| Te verdelen zetels    | Te verdelen zetels    | 22            | 7             | 5             |               |                                                   |

### Verdeling zetels
In een eerste stap moet de kiesdeler bepaald worden. Dit is het getal dat men verkrijgt door het aantal geldige stemmen binnen elk kiesarrondissement te delen door het aantal te verdelen zetels.
|                    | BHV     | Leuven  | Waals- Brabant |
| ------------------ | ------- | ------- | -------------- |
| Geldige stemmen    | 834.106 | 315.746 | 227.474        |
| Te verdelen zetels | 22      | 7       | 5              |
| Kiesdeler          | 37.913  | 45.106  | 45.494         |
| 33% van Kiesdeler  | 12.638  | 15.035  | 15.247         |

Voor het nut van de 33% van de kiesdeler: zie later.
Daarna wordt van elke partij het aantal behaalde stemmen gedeeld door de kiesdeler en afgerond naar beneden op de eenheid. Dit is het aantal zetels dat elke partij reeds behaalt na de eerste verdeling van zetels.
| Eerste Zetelverdeling  | Eerste Zetelverdeling  | Eerste Zetelverdeling | Eerste Zetelverdeling | Eerste Zetelverdeling |
| Lijstnr                | Partij                 | BHV                   | Leuven                | Waals- Brabant        |
| ---------------------- | ---------------------- | --------------------- | --------------------- | --------------------- |
| 1                      | Vlaams Belang          | 1                     | 0                     | 0                     |
| 3                      | Lijst Dedecker         | 0                     | 0                     | 0                     |
| 4                      | Open Vld               | 1                     | 1                     |                       |
| 5                      | PS                     | 3                     |                       | 1                     |
| 6                      | MR                     | 4                     |                       | 1                     |
| 7                      | FN                     | 0                     |                       |                       |
| 8                      | cdH                    | 1                     |                       | 0                     |
| 9                      | CD&V                   | 1                     | 1                     |                       |
| 10                     | sp.a                   | 1                     | 1                     |                       |
| 11                     | N-VA                   | 2                     | 1                     |                       |
| 12                     | ecolo                  | 1                     |                       | 0                     |
| 13                     | GROEN!                 | 0                     | 0                     |                       |
| 14                     | R.W.F.                 | 0                     |                       | 0                     |
| 15                     | LSP                    |                       | 0                     |                       |
| 16                     | PTB+PVDA+              | 0                     | 0                     | 0                     |
| 18                     | FRONT DES GAUCHES      | 0                     |                       | 0                     |
| 22                     | Parti Populaire        | 0                     |                       | 0                     |
| 24                     | WALLONIE D'ABORD       | 0                     |                       | 0                     |
| 25                     | PROBRUXSEL             | 0                     |                       |                       |
| 25                     | VRIJHEID               |                       | 0                     |                       |
| 25                     | N                      |                       |                       | 0                     |
| 26                     | BELG.UNIE              | 0                     |                       | 0                     |
| 27                     | EGALITE                | 0                     |                       |                       |
| 27                     | W+                     |                       |                       | 0                     |
| 28                     | PIRATE PARTY           | 0                     |                       |                       |
| Totaal aantal zetels   | Totaal aantal zetels   | 15                    | 4                     | 2                     |
| Nog te verdelen zetels | Nog te verdelen zetels | 7                     | 3                     | 3                     |

#### Verdeling restzetels
Om de overgebleven zetels (13) te verdelen, worden de stemcijfers van de partijen gebruikt over alle kiesarrondissementen heen, waarbij de lijstverbonden partijen hun stemmen kunnen samentellen. Om mee te doen aan de verdeling van de resterende zetels, moet een partij minstens 33% van een kiesdeler (zie hoger) behaald hebben. De volgende partijen doen dus nog mee:
| Lijstnr | Partij          | Stemcijfer | Reeds behaalde zetels |
| ------- | --------------- | ---------- | --------------------- |
| 1       | Vlaams Belang   | 72.255     | 1                     |
| 4       | Open Vld        | 105.654    | 2                     |
| 5       | PS              | 190.806    | 4                     |
| 6       | MR              | 241.333    | 5                     |
| 8       | cdH             | 96.655     | 1                     |
| 9       | CD&V            | 109.230    | 2                     |
| 10      | sp.a            | 94.865     | 2                     |
| 11      | N-VA            | 187.390    | 3                     |
| 12      | ecolo           | 103.833    | 1                     |
| 13      | GROEN!          | 56.091     | 0                     |
| 22      | Parti Populaire | 32.604     | 0                     |

Om de verdeling van de restzetels nu correct uit te voeren, moet vooreerst een tabel gemaakt worden waarbij het stemcijfer van elke partij gedeeld wordt door 1, 2, 3, 4 ... Op basis van de daaruit berekende coëfficiënten worden de resterende zetels berekend. Voor de partijen die reeds een of meerdere zetels hebben behaald, wordt er pas gedeeld vanaf het deeltal gelijk aan het aantal behaalde zetels + 1.
|         |                 |            |                       | deling door   | deling door   | deling door   | deling door   | deling door   | deling door | deling door | deling door | deling door | deling door |
| Lijstnr | Partij          | Stemcijfer | reeds behaalde zetels | 1             | 2             | 3             | 4             | 5             | 6           | 7           | 8           | 9           | 10          |
| ------- | --------------- | ---------- | --------------------- | ------------- | ------------- | ------------- | ------------- | ------------- | ----------- | ----------- | ----------- | ----------- | ----------- |
| 1       | Vlaams Belang   | 72.255     | 1                     | reeds behaald | 36.127        | 24.085        | 18.063        | 14.451        | 12.042      | 10.322      | 9.031       | 8.028       | 7.225       |
| 4       | Open Vld        | 105.654    | 2                     | reeds behaald | reeds behaald | 35.218        | 26.413        | 21.130        | 17.609      | 15.093      | 13.206      | 11.739      | 10.565      |
| 5       | PS              | 190.806    | 4                     | reeds behaald | reeds behaald | reeds behaald | reeds behaald | 38.161        | 31.801      | 27.258      | 23.850      | 21.200      | 19.080      |
| 6       | MR              | 241.333    | 5                     | reeds behaald | reeds behaald | reeds behaald | reeds behaald | reeds behaald | 40.222      | 34.476      | 30.166      | 26.814      | 24.133      |
| 8       | cdH             | 96.655     | 1                     | reeds behaald | 48.327        | 32.218        | 24.163        | 19.331        | 16.109      | 13.807      | 12.081      | 10.739      | 9.665       |
| 9       | CD&V            | 109.230    | 2                     | reeds behaald | reeds behaald | 36.410        | 27.307        | 21.846        | 18.205      | 15.604      | 13.653      | 12.136      | 10.923      |
| 10      | sp.a            | 94.865     | 2                     | reeds behaald | reeds behaald | 31.621        | 23.716        | 18.973        | 15.810      | 13.552      | 11.858      | 10.540      | 9.486       |
| 11      | N-VA            | 187.390    | 3                     | reeds behaald | reeds behaald | reeds behaald | 46.847        | 37.478        | 31.231      | 26.770      | 23.423      | 20.821      | 18.739      |
| 12      | ecolo           | 103.833    | 1                     | reeds behaald | 51.916        | 34.611        | 25.958        | 20.766        | 17.305      | 14.833      | 12.979      | 11.537      | 10.383      |
| 13      | GROEN!          | 56.091     | 0                     | 56.091        | 28.045        | 18.697        | 14.022        | 11.218        | 9.348       | 8.013       | 7.011       | 6.232       | 5.609       |
| 22      | Parti Populaire | 32.604     | 0                     | 32.604        | 16.302        | 10.868        | 8.151         | 6.520         | 5.434       | 4.657       | 4.075       | 3.622       | 3.260       |

De quotiënten in de vorige tabel bereikt worden nu in een volgorde van groot naar klein geplaatst. De bijhorende partij krijgt deze zetel.
|    | Quotiënt | Partij          |
| -- | -------- | --------------- |
| 1  | 56.091   | Groen!          |
| 2  | 51.916   | Ecolo           |
| 3  | 48.327   | cdH             |
| 4  | 46.847   | N-VA            |
| 5  | 40.222   | MR              |
| 6  | 38.161   | PS              |
| 7  | 37.478   | N-VA            |
| 8  | 36.410   | CD&V            |
| 9  | 36.127   | Vlaams Belang   |
| 10 | 35.218   | Open Vld        |
| 11 | 34.611   | Ecolo           |
| 12 | 34.476   | MR              |
| 13 | 32.604   | Parti Populaire |

Als resultaat bekomt men dan het totaal aantal zetels per partij:
| Zetelverdeling | Zetelverdeling  | Zetelverdeling | Zetelverdeling | Zetelverdeling | Zetelverdeling | Zetelverdeling |
| Lijstnr        | Partij          | BHV            | Leuven         | Waals-Brabant  | restzetels     | Totaal         |
| -------------- | --------------- | -------------- | -------------- | -------------- | -------------- | -------------- |
| 1              | Vlaams Belang   | 1              | 0              | 0              | 1              | 2              |
| 4              | Open Vld        | 1              | 1              |                | 1              | 3              |
| 5              | PS              | 3              |                | 1              | 1              | 5              |
| 6              | MR              | 4              |                | 1              | 2              | 7              |
| 8              | cdH             | 1              |                | 0              | 1              | 2              |
| 9              | CD&V            | 1              | 1              |                | 1              | 3              |
| 10             | sp.a            | 1              | 1              |                | 0              | 2              |
| 11             | N-VA            | 2              | 1              |                | 2              | 5              |
| 12             | ecolo           | 1              |                | 0              | 2              | 3              |
| 13             | GROEN!          | 0              | 0              |                | 1              | 1              |
| 22             | Parti Populaire | 0              |                | 0              | 1              | 1              |

#### Verdeling restzetels over kiesarrondissementen
De zetels zijn nu wel toegewezen aan een partij, ze moeten echter ook nog toegewezen worden aan het kiesarrondissement, zodat kan bepaald worden welke kandidaat de zetel toegewezen krijgt. Hiervoor wordt opnieuw een quotiënt berekend: van elk kiesarrondissement wordt opnieuw gedeeld door 1,2,3... Opnieuw worden de quotiënten pas berekend vanaf de deler die groter is dan het aantal reeds behaalde zetels in dit arrondissement.
|                         |                         |            | deling door | deling door | deling door | deling door | deling door | deling door |
| Brussel-Halle-Vilvoorde | Brussel-Halle-Vilvoorde | stemcijfer | 1           | 2           | 3           | 4           | 5           | 6           |
| ----------------------- | ----------------------- | ---------- | ----------- | ----------- | ----------- | ----------- | ----------- | ----------- |
| 1                       | Vlaams Belang           | 41.917     | behaald     | 20.958      | 13.972      | 10.479      | 8.383       | 6.986       |
| 4                       | Open Vld                | 59.840     | behaald     | 29.920      | 19.946      | 14.960      | 11.968      | 9.973       |
| 5                       | PS                      | 139.660    | behaald     | behaald     | behaald     | 34.915      | 27.932      | 23.276      |
| 6                       | MR                      | 159.912    | behaald     | behaald     | behaald     | behaald     | 31.982      | 26.652      |
| 8                       | cdH                     | 67.324     | behaald     | 33.662      | 22.441      | 16.831      | 13.464      | 11.220      |
| 9                       | CD&V                    | 57.902     | behaald     | 28.951      | 19.300      | 14.475      | 11.580      | 9.650       |
| 11                      | N-VA                    | 101.991    | behaald     | behaald     | 33.997      | 25.497      | 20.398      | 16.998      |
| 12                      | ecolo                   | 66.681     | behaald     | 33.340      | 22.227      | 16.670      | 13.336      | 11.113      |
| 13                      | GROEN!                  | 25.186     | 25.186      | 12.593      | 8.395       | 6.296       | 5.037       | 4.197       |
| 22                      | Parti Populaire         | 21.143     | 21.143      | 10.571      | 7.047       | 5.285       | 4.228       | 3.523       |

|        |               |            | deling door | deling door | deling door |
| Leuven | Leuven        | Stemcijfer | 1           | 2           | 3           |
| ------ | ------------- | ---------- | ----------- | ----------- | ----------- |
| 1      | Vlaams Belang | 30.338     | 30.338      | 15.169      | 10.112      |
| 4      | Open Vld      | 45.814     | behaald     | 22.907      | 15.271      |
| 9      | CD&V          | 51.328     | behaald     | 25.664      | 17.109      |
| 11     | N-VA          | 85.399     | behaald     | 42.699      | 28.466      |
| 13     | GROEN!        | 30.905     | 30.905      | 15.452      | 10.301      |

|               |                 |            | deling door | deling door | deling door |
| Waals-Brabant | Waals-Brabant   | Stemcijfer | 1           | 2           | 3           |
| ------------- | --------------- | ---------- | ----------- | ----------- | ----------- |
| 5             | PS              | 51.146     | behaald     | 25.573      | 17.048      |
| 6             | MR              | 81.421     | behaald     | 40.710      | 27.140      |
| 8             | cdH             | 29.331     | 29.331      | 14.665      | 9.777       |
| 12            | ecolo           | 37.152     | 37.152      | 18.576      | 12.384      |
| 22            | Parti Populaire | 11.461     | 11.461      | 5.730       | 3.820       |

Om nu te zien welke restzetel in welk kiesarrondissement hoort, gebruikt men de volgorde waarin de restzetels toegekend zijn en kijkt men in welk arrondissement de partij het grootste quotiënt heeft (hierboven in vet aangeduid). Indien een partij een zetel zou toegekend moeten worden in een arrondissement waar de zetels reeds op zijn, krijgt de partij deze zetel in het andere arrondissement.
|    | Quotiënt | Partij          | Waar gaat de zetel naartoe?                                |
| -- | -------- | --------------- | ---------------------------------------------------------- |
| 1  | 56.091   | Groen!          | grootste quotiënt in Leuven                                |
| 2  | 51.916   | Ecolo           | grootste quotiënt in Waals-Brabant                         |
| 3  | 48.327   | cdH             | grootste quotiënt in BHV                                   |
| 4  | 46.847   | N-VA            | grootste quotiënt in Leuven                                |
| 5  | 40.222   | MR              | grootste quotiënt in Waals-Brabant                         |
| 6  | 38.161   | PS              | grootste quotiënt in BHV                                   |
| 7  | 37.478   | N-VA            | tweede grootste quotiënt in BHV                            |
| 8  | 36.410   | CD&V            | grootste quotiënt in BHV                                   |
| 9  | 36.127   | Vlaams Belang   | grootste quotiënt in Leuven                                |
| 10 | 35.218   | Open Vld        | grootste quotiënt in BHV                                   |
| 11 | 34.611   | Ecolo           | tweede grootste quotiënt in BHV                            |
| 12 | 34.476   | MR              | tweede grootste quotiënt in BHV                            |
| 13 | 32.604   | Parti Populaire | grootste quotiënt in BHV, maar daar geen zetels meer vrij. |

Dit levert uiteindelijk na vele berekeningen de volgende zetelverdeling op:
| Zetelverdeling | Zetelverdeling  | Zetelverdeling | Zetelverdeling | Zetelverdeling | Zetelverdeling |
| Lijstnr        | Partij          | BHV            | Leuven         | Waals-Brabant  | Totaal         |
| -------------- | --------------- | -------------- | -------------- | -------------- | -------------- |
| 1              | Vlaams Belang   | 1              | 1              |                | 2              |
| 4              | Open Vld        | 2              | 1              |                | 3              |
| 5              | PS              | 4              |                | 1              | 5              |
| 6              | MR              | 5              |                | 2              | 7              |
| 8              | cdH             | 2              |                | 0              | 2              |
| 9              | CD&V            | 2              | 1              |                | 3              |
| 10             | sp.a            | 1              | 1              |                | 2              |
| 11             | N-VA            | 3              | 2              |                | 5              |
| 12             | ecolo           | 2              |                | 1              | 3              |
| 13             | GROEN!          | 0              | 1              |                | 1              |
| 22             | Parti Populaire | 0              |                | 1              | 1              |

Door het systeem van de apparentering krijgt de Parti Populaire, ondanks het feit dat deze meer stemmen haalt in Brussel dan in Waals-Brabant, toch in dit laatste kiesarrondissement een zetel.